# 李謳一
李 謳一（り おういつ/り ういつ、1898年 – 1946年〈民国35年〉10月21日）は、中華民国の軍人。別号は更生、啓頤。中国国民党初期からキャリアを積んだ軍人である。後年、南京国民政府（汪兆銘政権）で軍事の要職に就いた。

## 事績

### 初期の活動
保定陸軍軍官学校卒業。山東参戦軍第2師排長となるも、軍の内紛に激怒して帰郷、孫文（孫中山）らの革命活動に与した。広東軍（粤軍）総司令部少校参謀、広西軍（桂軍）第8独立旅第1団団長、黄埔軍官学校教官、広東軍事政治学校歩兵科長、国民革命軍第4路総司令部少将参議、中央軍事籌備委員会駐粤弁事処中将主任を歴任した。また、1935年（民国24年）にはドイツへ軍事研究に赴いている。この際に、日本との和平・反共路線の必要性を悟り、汪兆銘（汪精衛）の活動に参与することになったという。

### 汪兆銘政権での活動
1940年（民国29年）3月30日、南京国民政府（汪兆銘政権）が成立すると、李謳一は政治訓練部（部長：陳公博）政務次長に任命され、また、4月には軍事委員会委員及び駐粤弁事処主任も兼任している。広東では広東省政府主席代理・陳耀祖を補佐し、第3路軍・第4路軍・独立第2旅の兵力5万を率いていたという。同年12月の中国国民党（汪派）第6期3中全会において、李は中央監察委員に選出された。
翌1941年（民国30年）1月上旬、首都警備司令部が新設され、中将の李謳一が警備司令に任命された。1943年（民国32年）5月6日、首都警察総監・鄧祖禹が江西省長へ異動したことに伴い、李が後任として総監を兼務している。

### 刑死
1945年（民国34年）8月に汪兆銘政権が崩壊すると、まもなく李謳一は蔣介石国民政府により漢奸として逮捕された。李士群の片腕と言われ蔣派の工作員を多数殺害した楊傑に協力したことを罪に問われ、李謳一は死刑判決を下されている。翌1946年（民国35年）10月21日、李謳一は南京雨花台で銃殺刑に処された。享年49。